# Conothele fragaria
Espèce
Synonymes
- Pachylomerus fragaria Dönitz, 1887
- Conothele doenitzi Kishida, 1913
- Pachyomerns midzusawai Kishida, 1921
- Pachylomerus mirandus Kishida, 1921
- Pachylomerus nawai Kishida, 1921
- Pachylomerus granulosus Kishida, 1927

Conothele fragaria est une espèce d'araignées mygalomorphes de la famille des Halonoproctidae.

## Distribution
Cette espèce est endémique du Japon.

## Description

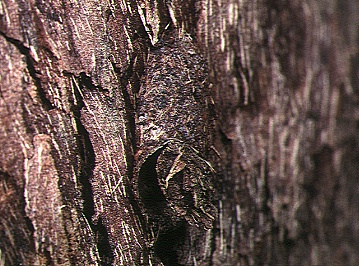
Terrier de Conothele fragaria

Les mâles mesurent de 8 à 10 mm et les femelles de 10 à 12 mm.

## Systématique et taxinomie
Cette espèce a été décrite sous le protonyme Pachylomerus fragaria par Dönitz en 1887. Elle est placée dans le genre Ummidia par Yaginuma en 1960, dans le genre Pachylomerides par Strand en 1934 puis dans le genre Conothele par Haupt en 2006.
Pachylomerus granulosus a été placée en synonymie par Yaginuma en 1962.
Conothele doenitzi, Pachyomerns midzusawai, Pachylomerus mirandus et Pachylomerus nawai ont été placées en synonymie par Ono et Ogata en 2018.

## Publication originale
- Dönitz, 1887 : « Über die Lebensweise zweier Vogelspinnen aus Japan. » Sitzungsberichte der Gesellschaft Naturforschender Freunde zu Berlin, vol. 1887, p. 8-10 (texte intégral).